# Stanisław Buchała
Stanisław Buchała (ur. 4 kwietnia 1896 w Gierałtowicach, zm. 31 października 1969 w Krakowie) – polski lekkoatleta, miotacz.
W latach 1928–1929 trzykrotnie bronił barw narodowych w meczach międzypaństwowych. Siedmiokrotnie stawał na podium mistrzostw Polski seniorów zdobywając jeden złoty medal (rzut oszczepem – 1928), trzy srebrne (rzut oszczepem – 1929; rzut oszczepem oburącz – 1928; sztafeta 4 x 100 metrów – 1928) oraz trzy brązowe (skok w dal – 1924; pchnięcie kulą – 1925; rzut oszczepem – 1930). Po II wojnie światowej był trenerem, sędzią lekkoatletycznym oraz członkiem zarządu Krakowskiego Okręgowego Związku Lekkiej Atletyki. Rekord życiowy w rzucie oszczepem: 56,78 (9 października 1932, Kraków).